# Moszna
Moszna (německy Moschen) je vesnice v jižním Polsku v Opolském vojvodství v okrese Krapkowice v gmině Strzeleczki. Leží na historickém území Horního Slezska mezi Krapkowicemi a Prudníkem. V roce 2021 zde žilo 349 obyvatel. Obec se nachází v gmině, kde se při předposledním sčítání lidu (2011) přihlásilo 32,9 % obyvatel k německé národností, a je od roku 2006 oficiálně dvojjazyčná. Součástí obce je kromě vlastní vsi i osada Urszulanowice / Ursulanowitz. 
První písemná zmínka o vesnici pochází z roku 1687. Od dělení Slezska v roce 1742 do konce druhé světové války byla součástí pruského a německého státu. Nachází se zde zámek Moszna, jedna z nejproslulejších pamětihodností celého Slezska. 
Mosznou prochází vojvodská silnice č. 409 spojující Krapkowice a Prudník a také stejnosměrná železniční trať, na níž byl osobní provoz zastaven v roce 1991.